# Amerikanische Stachelmäuse
Die Amerikanischen Stachelmäuse (Scolomys) sind eine in Südamerika lebende Nagetiergattung aus der Gruppe der Neuweltmäuse. Sie umfassen zwei Arten.
Diese Nagetiere erreichen eine Kopfrumpflänge von 8 bis 10 Zentimetern, der Schwanz ist mit 5 bis 7 Zentimetern relativ kurz, das Gewicht beträgt 20 bis 33 Gramm. Das Fell besteht am ganzen Körper aus flachgedrückten Stacheln, die mit längeren, weichen Haaren vermischt sind. Am Rücken sind sie braun und am Bauch grau gefärbt, die Pfoten sind weißlich.
Amerikanische Stachelmäuse leben im westlichen Südamerika in Ecuador, Peru und West-Brasilien. Ihr Lebensraum sind tiefer gelegene Regenwälder. Beide Arten sind nur durch wenige Funde bekannt, dementsprechend unbekannt ist ihre Lebensweise. Der Mageninhalt eines Tieres bestand aus Samen, Spinnen und Insekten.
Es werden zwei Arten unterschieden:
- Scolomys melanops lebt im östlichen Ecuador und im nordöstlichen Peru.
- Scolomys ucayalensis ist im östlichen Peru und dem äußersten Westen Brasiliens beheimatet.

Aufgrund der Zerstörung ihres ohnehin schon kleinen Lebensraumes werden beide Arten von der IUCN als stark gefährdet (endangered) gelistet.
Zwar ähneln die Amerikanischen Stachelmäuse äußerlich den Stachelreisratten (Neacomys), doch dürfte diese Ähnlichkeit auf Konvergenz zurückzuführen sein. Ihre systematische Stellung innerhalb der Sigmodontinae ist unklar.